# Luboszów
Luboszów (alemán: Lipschau) es una localidad del distrito de Bolesławiec, en el voivodato de Baja Silesia (Polonia). Se encuentra en el suroeste del país, dentro del término municipal de Osiecznica, a unos 12 km al norte de la localidad homónima y sede del gobierno municipal, a unos 22 al noroeste de Bolesławiec, la capital del distrito, y a unos 120 al oeste de Breslavia, la capital del voivodato. Luboszów perteneció a Alemania hasta 1945.
- Datos: Q6695583